# Tiger in the Smoke
Pour plus de détails, voir Fiche technique et Distribution.
Tiger in the Smoke est un film britannique réalisé par Roy Ward Baker, sorti en 1956.

## Synopsis
Ayant reçu une photo de son mari, un héros de guerre tué en France, Meg Elgin est amenée à croire qu'il est encore vivant et demande à la police de la rencontrer dans une gare de Londres. Quand elle y arrive avec la police, elle aperçoit un homme qui porte un vieux manteau appartenant à son mari. Poursuivi et capturé, l'inconnu est en fait Duds Morrison, un ancien soldat au chômage récemment sorti de prison. Il refuse de dire quoi que ce soit aux policiers qui, n'ayant rien contre lui, doivent se résoudre à le libérer.
Le nouveau fiancé de Meg Elgin, Geoffrey Leavitt, suit néanmoins Morrison et tente d'obtenir de lui des éclaircissements au sujet de la disparition ou de la mort du mari de Meg. Morrison refuse à nouveau de parler, et tente de fuir Leavitt, mais, dans une ruelle, il est attaqué par plusieurs hommes qui le battent à mort et prennent Leavitt en otage.
Bientôt, il est révélé que ces hommes appartiennent à un gang d'ex-soldats et qu'ils sont d'anciens camarades de Morrison. Ils ont tous servi dans un commando lors d'un raid en Bretagne pendant la Seconde Guerre mondiale. Le commandant du raid était le Major Elgin, le mari de Meg. Ils ont été amenés à croire que le major avait trouvé un trésor dans une maison en Bretagne. Or, maintenant qu'il est mort, ils désespèrent de retrouver le butin. Ils se méfient de leur ancien sergent, un psychopathe nommé Jack Havoc, qui s'est récemment évadé de prison et qui a depuis commis plusieurs meurtres. Ils savent qu'il est aussi à la recherche du trésor. Ils ont attaqué Morrison parce qu'ils estiment qu'il est un complice de Havoc.
Portant de vieux uniformes, ces anciens soldats ont passé les dernières années à essayer de se refaire une vie comme musiciens de rue, vivant le plus souvent de mendicité. Réalisant que la libération de Leavitt peut les faire accuser du meurtre de Morrison, ils le gardent prisonnier. Il est sauvé plus tard par une patrouille de policiers qui enquête sur les activités du gang. 
Leavitt et Meg se rendent en Bretagne pour trouver le trésor. Havoc, maintenant uni avec ses anciens camarades, se trouve aussi en France, mais quand il est découvert, le « trésor » se révèle d'une valeur toute relative.

## Fiche technique
- Titre : Tiger in the Smoke
- Réalisateur : Roy Ward Baker (crédité Roy Baker)
- Scénario : Anthony Pelissier, d'après le roman La Nuit du Tigre (The Tiger in the Smoke) de Margery Allingham
- Directeur de la photographie : Geoffrey Unsworth
- Musique : Malcolm Arnold
- Montage : John D. Guthridge
- Directeur artistique : Jack Maxsted
- Costumes : Joan Ellacott
- Producteur : Leslie Parkyn pour The Rank Organisation
- Genre : Film policier
- Format : Noir et blanc
- Durée : 95 minutes
- Date de sortie : 
  - Royaume-Uni : 27 novembre 1956

## Distribution
- Donald Sinden  : Geoffrey Leavitt
- Muriel Pavlow  : Meg Elgin
- Bernard Miles  : Tiddy Doll, chef du gang
- Tony Wright  : Jack Havoc
- Alec Clunes  : Commissaire Oates
- Laurence Naismith : Canon Avril
- Christopher Rhodes : Inspecteur Luke
- Charles Victor  : Will
- Thomas Heathcote : Rolly Gripper
- Sam Kydd : Tom Gripper
- Kenneth Griffith : Crutches
- Gerald Harper : Duds Morrison
- Wensley Pithey : Sergent détective Pickett
- Stanley Rose : Oncle
- Stratford Johns : Constable de police